# 萨师俊
萨师俊（1896年—1938年），字翼仲，福建省福州府閩縣（今福建省福州市）人，以中華民國海軍中校軍銜擔任中山艦艦長，1938年10月24日在指揮中山艦參加中國抗日戰爭的武漢會戰時陣亡於長江江面上，是抗戰中陣亡軍銜最高的中華民國海軍軍官，後被追授海軍上校軍銜，進靈中華民國忠烈祠，中國國民黨和共產黨兩方都對其贊譽有加。

## 進入海軍
薩師俊出自福州雁門薩氏，其叔公薩鎮冰是北洋水師將領，參加過甲午海戰，是中國海軍的元老人物。薩師俊自幼便以雪甲午海戰之恥為奮斗目標。他於1913年（民國二年）7月以優等生畢業於煙臺海軍學校第八屆駕駛班，並進入中華民國海軍服役，先是在海軍練習艦隊實習6個月，爾后補任為初級軍官，不久又升為通濟號練習艦的三副。之後，他又先後擔任“江貞”、“江安”兩艦副艦長、公勝號炮艦艦長、青天號測量艦艦長、順勝號炮艦艦長。在公勝號上服役時，薩師俊曾率艦參加長江上的剿共行動；在順勝號艦長任上，他曾率內河炮艦完成由上海至福建的海疆巡弋，創中國內河炮艦海巡先例。後又任威勝號炮艦、海军闽厦警备司令部副官处长、海军第一舰队司令部参谋等職。1932年7月16日，薩師俊從第一艦隊司令部參謀的位置上被調到楚泰號炮艦任艦長，並升為二等海军中校。1933年11月閩變爆發後，薩師俊奉南京國民政府命令前往福建三都澳鎮壓新成立的中華共和國，在1933年12月至1934年1月間協助中華民國海軍及海軍陸戰隊攻占長門、馬尾、福州等地。薩師俊在治軍方面恩威並重，頗得官兵支持。

## 調任中山艦

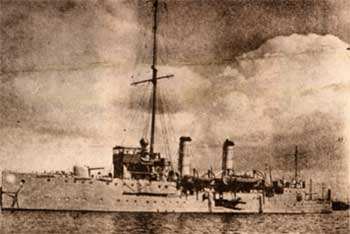
薩師俊所指揮的中山艦

1935年2月，薩師俊被委任代理中山艦艦長一職，成為該艦第十三任艦長，該艦恰巧為薩鎮冰在1910年清朝海軍大臣的任內從日本三菱船廠訂購的。1937年盧溝橋事變爆發，中日全面開戰，薩師俊奉命率中山艦到南京—上海一線籌備防御，並駐守南京。淞滬會戰中，他率中山艦護送中華民國海軍部長陳紹寬到江陰視察前線戰況，淞滬會戰中國失利後，國民政府遷往重慶，他又率艦參與掩護轉移、運輸物資以及長江上的防務、布雷的任務，之後隨海軍部西遷到湖南岳陽。1938年，因為海軍艦船減損嚴重，中華民國裁撤海軍部，改為戰時海軍總司令部，由原海軍部長陳紹寬任總司令，將殘餘的軍艦編為兩個艦隊，薩師俊的中山艦被編入第一艦隊，成為民國海軍殘軍中最大型的艦艇之一。到了1938年2月，薩師俊又兼任海軍特務隊隊長職務。

## 陣亡武漢
1938年6月，日軍占領安慶，武漢告急，6月，武漢會戰全面打響，到了10月，為支援武漢地面防空，海軍司令部令中山艦撤下三門大炮支援武漢外圍防空火力，薩師俊不得不同意，緊接著，中山艦被派負責警戒金口至嘉魚、新堤沿江一帶。其時，武漢會戰已接近尾聲，日軍則派飛機猛烈轟炸金口至城陵磯一帶。10月24日，薩師俊率中山艦在金口鎮赤矾山江面巡防，上午9時發現日本偵察機，薩師俊命全艦5門火炮和3挺高射機槍對日機射擊，日本飛機遁走，11點再次出現，爾后再遁，薩師俊令全艦一級戰備，提前午飯。中午，中山艦奉命駛往漢口，下午1時起錨，下午3時15分遇上6架日本轟炸機，薩師俊率艦攻擊，但艦首的厄立肯炮在連續猛烈發射後發生故障，日機隨機猛烈轟炸中山艦，首先中彈的是舰尾左舷，接著锅炉舱也被炸起火，中山艦艦體不堪炮火襲擊，產生劇烈傾斜，官兵急忙放下左右兩側逃生艇準備棄艦求生，便強行要將薩師俊架離中山艦送醫治療，薩師俊不肯離艦，堅持還能指揮作戰，他大聲說：「我艦長也，艦長必與艦共存亡，且此艦為中山艦非他，乃我 總理廣州蒙難時之座艦，況我為三民主義信徒，更不能棄此革命精神象徵之中山艦。」惟薩師俊身為中山艦一艦之長，職責與使命所在，不成功只能成仁取義，自應當與中山艦共存亡。薩師俊雙腿被炸斷，左臂受重傷，但仍堅持指揮，不肯離艦，但中山艦已失去動力，進水嚴重，船身大幅傾斜超過40度，已無望得救，就在這時，下士陳善恆眼見日飛機機槍盡往薩艦長身體猛射，用自己血肉之軀撲覆薩師俊身上，想幫艦長擋下所有來襲子彈，但最終薩師俊與下士陳善恆彈著累累，體無完膚，雙雙壯烈殉國。而中山艦也於下午3點50分沉沒於金口龙床矶，薩艦長的身軀也與中山艦沉入長江內。薩師俊成為抗日戰爭和二戰中陣亡的軍銜最高的中華民國海軍軍官，也是中山艦最后一任艦長。

## 身後

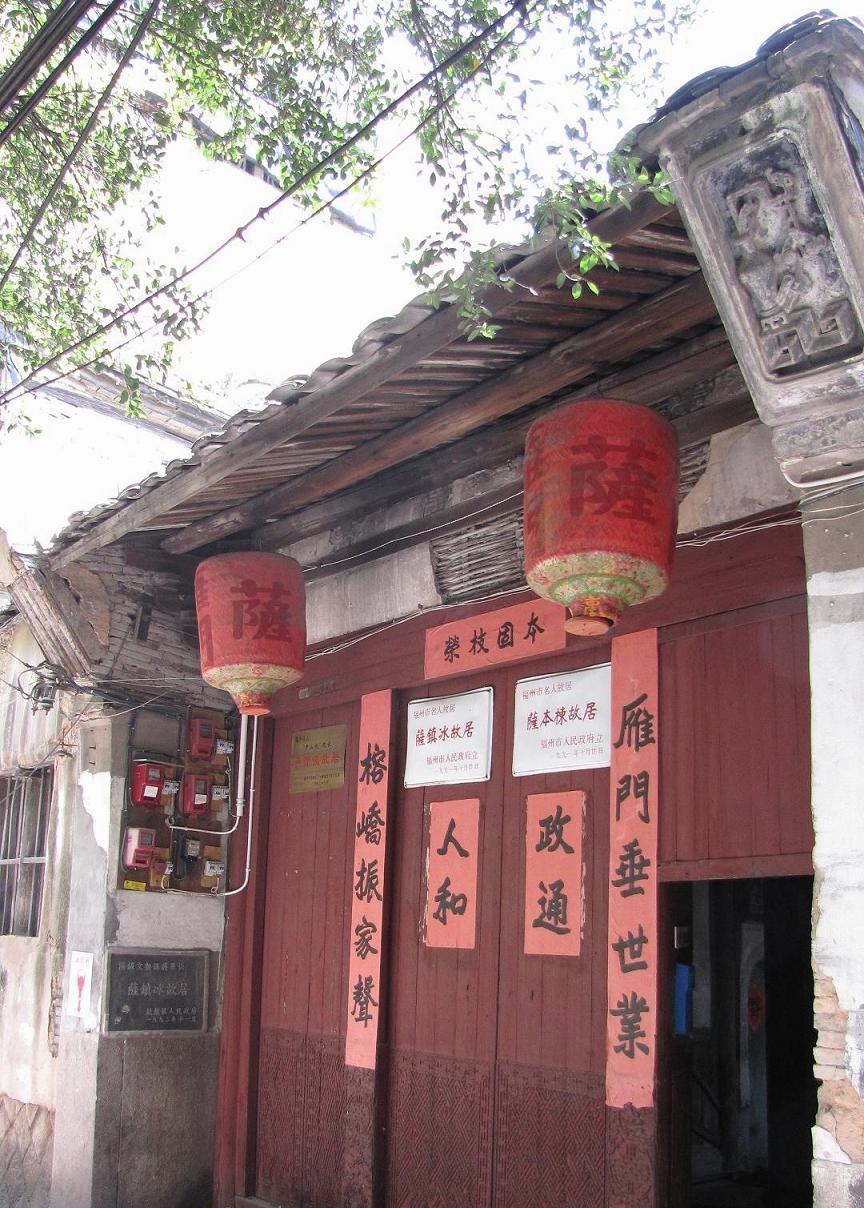
福建福州市鼓樓區朱紫坊的薩家大院暨薩師俊故居

薩師俊陣亡後，屍體沉入長江中，沒有被打撈上來 。在他死後，中華民國政府追授他為海軍上校，並將他奉於忠烈祠。1975年9月3日，中華民國在臺灣為紀念抗日戰爭勝利30周年，發行了抗戰犧牲將領一套6枚的郵票，其中就有薩師俊。
2002年初，中共相關政府部門在福州市鼓樓區朱紫坊的薩家大院加掛了“薩師俊故居”牌，其故居現為中國全國重點文物保護單位，屬于三坊七巷和朱紫坊建筑群的一部分 。2003年10月24日中山艦蒙難65周年紀念日暨抗日戰爭勝利58周年紀念之時，福州三山陵園中的中山艦福州籍抗日將士之墓落成，墓園建有中山艦人物青銅組雕，薩師俊也是其中人物之一 。儘管薩師俊在國民政府和中國共產黨兩方的評價中都被認作是抗日英烈，但在文化大革命中，薩師俊生前留下的照片遺物等仍然被共產黨毀 。
2014年，列入第一批著名抗日英烈和英雄群体名录。